# Ambrose (California)
Ambrose es un área no incorporada ubicada en el condado de Modoc en el estado estadounidense de California.

## Geografía
Ambrose se encuentra ubicada en las coordenadas 41°30′7″N 120°58′53″O / 41.50194, -120.98139.